# Вурдаёль (приток Южной Кельтмы)
Вурдаёль, Вурда-Ель — река в России, протекает по Усть-Куломскому району Республики Коми и Чердынскому району Пермского края. Устье реки находится в 150 км по правому берегу реки Южная Кельтма. Длина реки составляет 22 км.
Исток реки в лесах в Республике Коми близ границы с Пермским краем, куда река перетекает через несколько километров после истока. Течёт сначала на юго-восток, затем поворачивает на северо-восток. Всё течение проходит по ненаселённому лесному массиву.

## Данные водного реестра
По данным государственного водного реестра России относится к Камскому бассейновому округу, водохозяйственный участок реки — Кама от истока до водомерного поста у села Бондюг, речной подбассейн реки — бассейны притоков Камы до впадения Белой. Речной бассейн реки — Кама.
Код объекта в государственном водном реестре — 10010100112111100003192.